# Sian Ka'an
Sian Ka'an (que em maia significa a origem do céu ou presente do céu) é uma reserva da biosfera no estado mexicano de Quintana Roo. É um parque nacional desde 1986 e foi declarado património mundial pela UNESCO em 1987.
A reserva é composta por uma zona terrestre e uma zona marinha, no Mar das Caraíbas, incluindo uma secção de um recife de coral, tendo uma área total de 5.280 km². É a maior área protegida da costa caribenha mexicana. No interior da reserva encontram-se também pelo menos 23 sítios arqueológicos maias (conhecidos) com relíquias com pelo menos 2.300 anos.